# 萊蒙斯 (密蘇里州)
萊蒙斯（英語：Lemons），又名齊尼亞（Xenia），是位於美國密蘇里州帕特南縣的非建制地區。

## 歷史
名為「齊尼亞」的郵局於1879年設立，其後於1898年停運。名為「萊蒙斯」的郵局於1915年設立，其後於1975年停運。

## 地理
萊蒙斯所處的海拔為高於海平面324米（即1063英呎），而該地所採用的時區為UTC-6，即北美中部時區（CST）。同時該地設有夏令時間，為UTC-6調快一小時，即UTC-5（CDT）。